# ابوا دا کاچا
ابوا دا کاچا (ایتالیایی: Oboe da caccia؛ ‏تلفظ [ˈɔːboe da (k)ˈkattʃa]؛ معنای تحت‌اللفظی: ابوای شکار) یک ساز بادی چوبی با ۲ قمیش (موسیقی) از خانوادهٔ ابوا است که زیروبمی آن ۱/۵ کمتر از ابواست و بیشتر در دوران موسیقی باروک و موسیقی کلاسیک استفاده می‌شد. این ساز این یک بدنهٔ لوله‌ای منحنی دارد، و در مورد نسخه‌های مدرن آن، دارای یک سر برنجی است که برای یک ابوا غیرمعمول است. این ساز احتمالاً توسط فردی به نام آیشن‌تاپف در لایپزیگ اختراع شد و اولین ارجاع تاریخی به آن سال ۱۷۲۲ است که آهنگساز آلمانی یوهان فریدریش فاش آن را از لایپزیگ برای دربار در تسربست سفارش داد.
دامنهٔ صوتی این ساز نزدیک به کر آنگله است: از فا در زیر دو میانی (C4 نوشته می‌شود اما صدای F3 می‌دهد) تا ر بالای حامل سوم (D6 نوشته می‌شود اما صدای G5 می‌دهد). بنابراین ابوا دا کاچا نوعی ساز انتقالی در نت فا محسوب می‌شود.
یوهان سباستیان باخ بیشتر از محدودهٔ صوتی میانی و پائینی این ساز استفاده می‌کرد، شاید به این دلیل که شاخص اصلی این ساز است.